# Jacaranda caroba
Jacaranda caroba é uma planta arbórea da família Bignoniaceae e do gênero Jacaranda.Espécie nativa do Brasil onde é encontrado nos estados do Amazonas, Goiás, Bahia, Minas Gerais, Rio de Janeiro e São Paulo.
Na medicina popular a casca é um poderoso sudorífico, principalmente a casca da raiz que contém o alcaloide, carobina. A infusão das folhas é usada contra a sífilis e a decocção em banhos nas ulcerações dérmicas.
Tanto Jacaranda como caroba provêm do tupi antigo. Caroba vem do tupi ka'a + roba, significando "folha amarga".